# Complement circumstanțial de loc
Complementul circumstanțial de loc este complementul circumstanțial care arată locul în care se petrece acțiunea. Acest complement răspunde la întrebările: unde?, de unde?, până unde?, încotro?
Exemple:
- Complement circumstanțial la infinitiv: 
  - Țăranii înfometați mâncau fără a lăsa în farfurie o firmitură.
- Complement circumstanțial la gerunziu: 
  - Vede fumegând în depărtare.